# Epidesma aurimacola
Epidesma aurimacola là một loài bướm đêm thuộc phân họ Arctiinae, họ Erebidae.